# JU-61

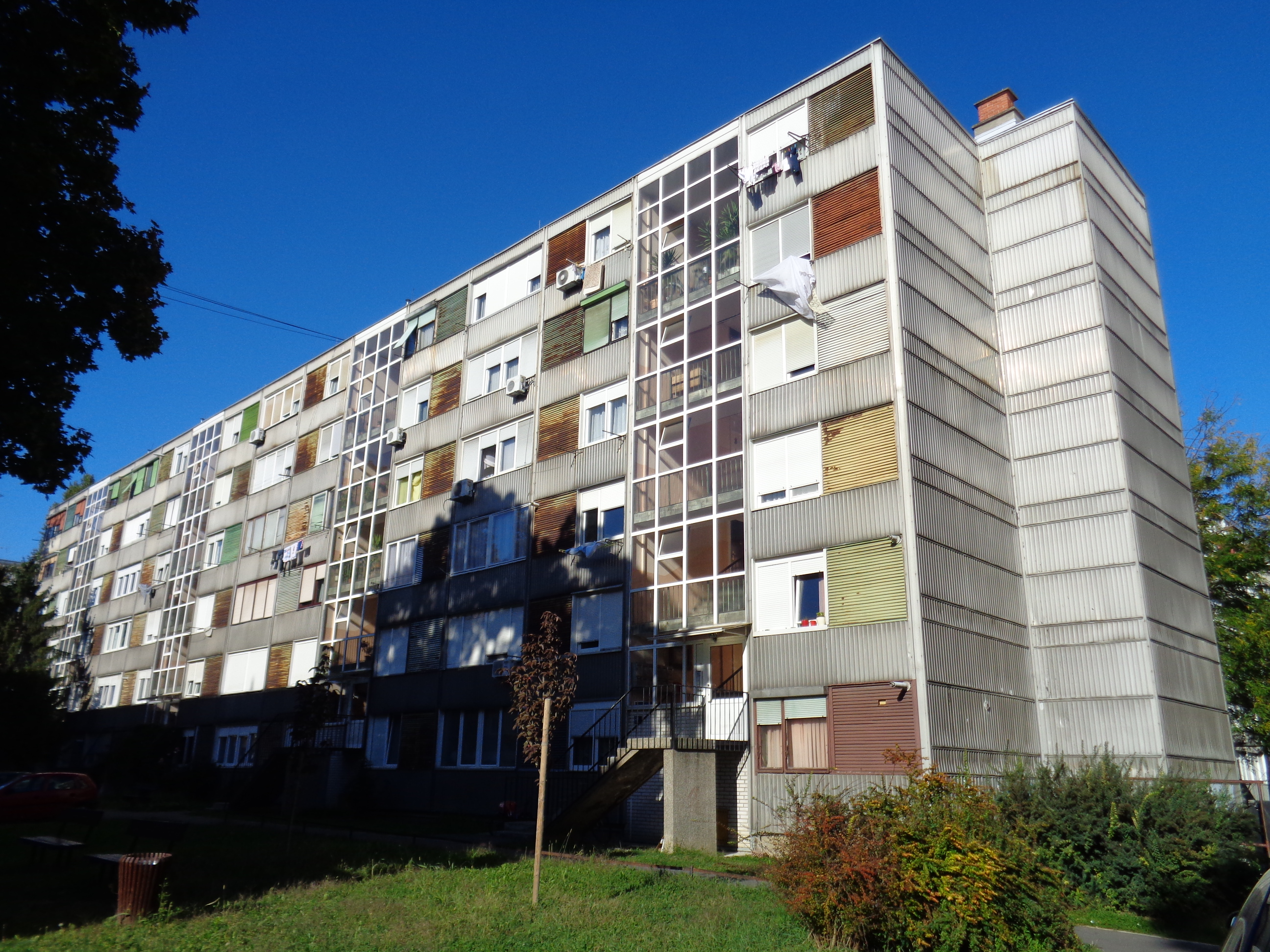
Pohled na jednu z těchto budov v Záhřebu.

JU-61 je typové označení pro obytné domy, které byly realizovány na území Jugoslávie po roce 1961. Označení má podle společnosti Jugomont, která jej realizovala a roku 1961, kdy byl patentován. Na rozdíl od typických panelových domů v Československu nebo SSSR umožňoval tento systém modifikace dispozic jednotlivých bytů. Jednotlivé panelové domy typu JU-61 byly známé především díky hliníkovému obložení na fasádě, a proto byly místními označovány jako limenke neboli plechovky.
Základní podmínky, které pro tvorbu tohoto systému výstavby typizovaných bytových domů byly zohledněny, byla státem stanovená cena bytů, kterou dodavatel nemohl překročit, a dále značný hlad po bydlení, který byl v poválečné Jugoslávii i na přelomu 50. a 60. let 20. století. Domy byly realizovány na základě patentu, za kterým stáli Bogdan Budimirov, Željko Solar a Dragutin Stilinović. První paneláky tohoto typu byly umístěny do sídliště Remetinečki gaj na okraji Záhřebu. Ač měl tento typ domů velmi rychlý nástup, využití systému JU-61 postupně klesalo v polovině 60. let 20. století v souvislosti s liberalizací trhu a příchodem nových standardů a postupů, které byly importovány ze západní Evropy.
Většina bytů realizovaných tímto způsobem měla plochu 360 x 480 cm. Systém byl uplatňován především v Chorvatsku, řada obytných bloků v Novém Záhřebu vznikla právě za pomoci této technologie. Kromě toho za pomoci systému JU-61 vznikaly nové domy i ve Skopje, Sarajevu, Celji nebo v Čačaku. Uplatněn byl rovněž při výstavbě Bloku 28 na Novém Bělehradě. Jednotlivé domy byly většinou pětipatrové, ale mohly být budovány až se sedmi patry. Oproti svému předchůdci, systému JU-60, měl tento širší použité panely (120 cm) a domy mohly být také vyšší.